# Evangelista Torricelli
Evangelista Torricelli (født 15. oktober 1608, død 25. oktober 1647) var en italiensk fysiker og matematiker.
Torricelli beundrede Galileo Galilei og var hans elev og efterfølger som professor i Firenze.
Her beskrev han i 1643 principper for og virkemåde af barometret, som gjorde ham kendt.
Trykenheden torr er opkaldt efter Torricelli.